# Atletica leggera ai Giochi della XXII Olimpiade - 100 metri ostacoli

Video della gara	(le due semifinali e la finale)

I 100 metri ostacoli hanno fatto parte del programma femminile di atletica leggera ai Giochi della XXII Olimpiade. La competizione si è svolta nei giorni 27-28 luglio 1980 allo Stadio Lenin di Mosca.

## Presenze ed assenze delle campionesse in carica
| Competizione         | Atleta           | Prestazione | Mosca 1980  |
| -------------------- | ---------------- | ----------- | ----------- |
| Olimpiadi 1976       | Johanna Schaller | 12”77       | Presente    |
| Commonwealth 1978    | Lorna Boothe     | 12”98 v     | Presente    |
| Europei 1978         | Johanna Schaller | 12”62       | Presente    |
| Africani 1978        | Judy Bell-Gam    | 13”67       | Assente     |
| Panamericani 1979    | Debbie LaPlante  | 12”90       | USA assenti |
| Coppa del mondo 1979 | Grażyna Rabsztyn | 12”67       | Presente    |

1. ↑  In rappresentanza della Gran Bretagna.
2. ↑  Per il boicottaggio.
3. ↑  Sotto la bandiera della Polonia. L'atleta polacca è anche primatista mondiale con 12”36 stabilito nell'anno olimpico.

## La gara
L'atleta di casa Vera Komisova si migliora nei turni eliminatori da 12”84 a 12”67, diventando una minaccia per la campionessa in carica, la tedesca Schaller.

Nella prima semifinale la Komisova vince con 12”78. Nella seconda la primatista mondiale Grażyna Rabsztyn batte la Schaller 12”64 a 12”77. Le due co-favorite si erano ritrovate anche in batteria ed aveva prevalso sempre la polacca.

In finale la Rabsztyn sbaglia completamente la partenza e si autoesclude dalla gara per il titolo. Sono davanti le tedesche dell'est Schaller e Claus. Ma la Komisova è in agguato e le raggiunge al quinto ostacolo, poi le sopravanza vincendo con più di mezzo metro di vantaggio in 12”56, nuovo record olimpico.

Tra la Schiller e la Claus si inserisce la polacca Langer, che giunge terza ad un soffio dall'argento. Le posizioni dalla seconda alla quarta sono raggruppate in soli 3 centesimi. La Rabsztyn giunge quinta con 12"74.

## Risultati

### Turni eliminatori
| 3 Batterie   | 27 luglio | 22 partenti   | Si qualificano le prime 5 + il miglior tempo. |
| 2 Semifinali | 28 luglio | 8 + 8         | Si qualificano le prime 4.                    |
| Finale       | 28 luglio | 8 concorrenti |                                               |

### Finale
Stadio Lenin, lunedì 28 luglio.
| Pos | Paese            | Atleta           | Tempo |
| --- | ---------------- | ---------------- | ----- |
|     | Unione Sovietica | Vera Komisova    | 12”56 |
|     | Germania Est     | Johanna Schaller | 12”63 |
|     | Polonia          | Lucyna Langer    | 12”65 |
| 4   | Germania Est     | Kerstin Claus    | 12”66 |